# Venezianisch-Österreichischer Türkenkrieg
Karlowitz – 
Peterwardein – 
Korfu – 
Temeswar – 
Trebinje – 
Tenedos – 
Mehadia – 
Belgrad – 
Friede von Passarowitz
Der Venezianisch-Österreichische Türkenkrieg (auch 6. Österreichischer Türkenkrieg, 1. Türkenkrieg Karls VI. oder 8. Venezianischer Türkenkrieg) dauerte von 1714 bis 1718. Er stellte einen Versuch des Osmanischen Reiches dar, die Bedingungen des Friedens von Karlowitz (1699) zu revidieren, und begann zunächst als Konflikt mit der Republik Venedig. Erst im Jahre 1716 trat Österreich auf Seiten Venedigs in den Krieg ein. Die kaiserlichen Truppen standen unter dem Kommando des Prinzen Eugen von Savoyen.

## Vorgeschichte
Das Ende des Großen Türkenkrieges im Jahre 1699 mit dem für das Osmanische Reich katastrophalen Frieden von Karlowitz stellte eine Zäsur in der Geschichte dieser Großmacht dar. Nunmehr verlor es stetig den militär-technologischen Anschluss und geriet zunehmend in die Defensive. Großwesir Amcazade Hüseyin Pascha stieß daher vorausschauend noch 1699 eine Militärreform an, deren Erfolge jedoch begrenzt blieben. Zudem belebte er durch Steuerbefreiungen die Wirtschaft und ließ neue Grenzbefestigungen bauen. Nach seinem Tod 1702 folgte jedoch wieder eine unstete Politik des Revanchismus unter dem neuen Sultan Ahmed III.
Das Osmanische Reich hatte 1699 auf sämtliche Territorien nördlich der Donau (mit Ausnahme des Banats) zu Gunsten Österreichs zu verzichten und die Herrschaft Venedigs über die Peloponnes (Morea) anzuerkennen. In den folgenden Jahren erlaubte es ihre Schwäche den Osmanen nicht, diese Gebiete zurückzuerobern. Zu jener Zeit kam es lediglich zu einem begrenzten Krieg gegen das russische Zarenreich, den die Osmanen im Jahre 1711 mit dem Frieden vom Pruth für sich entschieden. Durch den Erfolg ermutigt plante der ehrgeizige Großwesir Silahdar Ali Pascha die Revision des Karlowitzer Friedens. Zunächst wandten sich die Osmanen gegen die Republik Venedig, die man für schwach hielt. Mit einem Eingreifen Österreichs rechnete man nicht, da dieses durch den gerade beendeten Spanischen Erbfolgekrieg (1701–1714) noch sehr geschwächt war.
Anlass des neuen Waffenganges bildeten Vorwürfe der Hohen Pforte gegenüber den Venezianern; ihnen wurde vorgeworfen, serbische Rebellen in Montenegro zu unterstützen. Außerdem existierten Streitigkeiten zwischen venezianischen und osmanischen Händlern. Unter solchen Vorwänden erklärte das Osmanische Reich am 9. Dezember 1714 der Republik Venedig den Krieg.

## Militärischer Verlauf

### Der Krieg bis zum Eintritt Österreichs

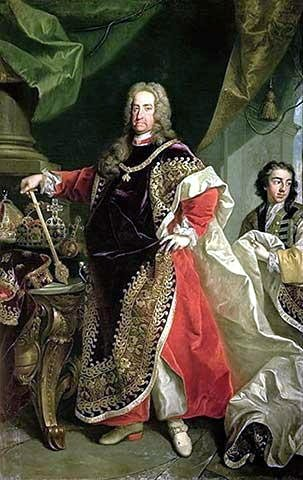
Johann Gottfried Auerbach: Porträt von Kaiser Karl VI. in der Robe des Ordens vom Goldenen Vlies

Zwar erkannte man in Venedig bald die osmanischen Rüstungen, aber man war der Ansicht, dass sie sich gegen Österreich richteten – ein Eindruck, der von osmanischer Seite gezielt gefördert wurde. So waren Landstreitkräfte und Flotte Venedigs auf einen Waffengang schlecht vorbereitet. Doch erst im darauffolgenden Sommer 1715 begannen die Operationen. Am 27. Juni 1715 drang ein 40.000 Mann starkes osmanisches Heer unter Silahdar Ali Pascha persönlich auf die Peloponnes ein, während eine Flotte von 80 Schiffen unter dem Kapudan Pascha Canım Hoca Mehmed Pascha bei der Insel Cerigo landete. Ihnen standen auf Seiten der Venezianer lediglich 10.000 Mann und 19 Schiffe unter dem Provveditore Geronimo Delfino gegenüber. Sie verteidigten im Wesentlichen nur ihre festen Plätze auf der Halbinsel, sodass die Osmanen bis zum Dezember 1715 die ganze Peloponnes einnehmen konnten.
Auch gelang es den Osmanen, den Venezianern ihre letzten Besitzungen auf Kreta abzunehmen und die Insel Tinos zu erobern.
Auf dem Balkan gingen die Osmanen mithilfe des Paschas von Bosnien gegen die venezianische Besitzungen in Dalmatien vor, die sie im letzten Krieg hatten abtreten müssen. So belagerten sie vom 8. bis 15. August erfolglos die Stadt Sinj (→ Belagerung von Sinj).

### Der Eintritt Österreichs in den Konflikt
Unter Berufung auf die Heilige Liga von 1684 drängte Venedig nun die Habsburger, in den Krieg einzugreifen. Kaiser Karl VI., dessen Armee und Finanzen sich noch nicht vom Spanischen Erbfolgekrieg erholt hatten, zögerte. Erst als Papst Clemens XI. Geldmittel bereitstellte und eine Garantieerklärung Frankreichs, des Erzfeindes der Habsburger, für deren Besitzungen in Italien eintraf, erneuerte Karl am 13. April 1716 das Bündnis mit Venedig. Daraufhin erklärte das Osmanische Reich auch Österreich den Krieg.

### Kriegsverlauf 1716

#### Die Schlacht von Peterwardein 1716

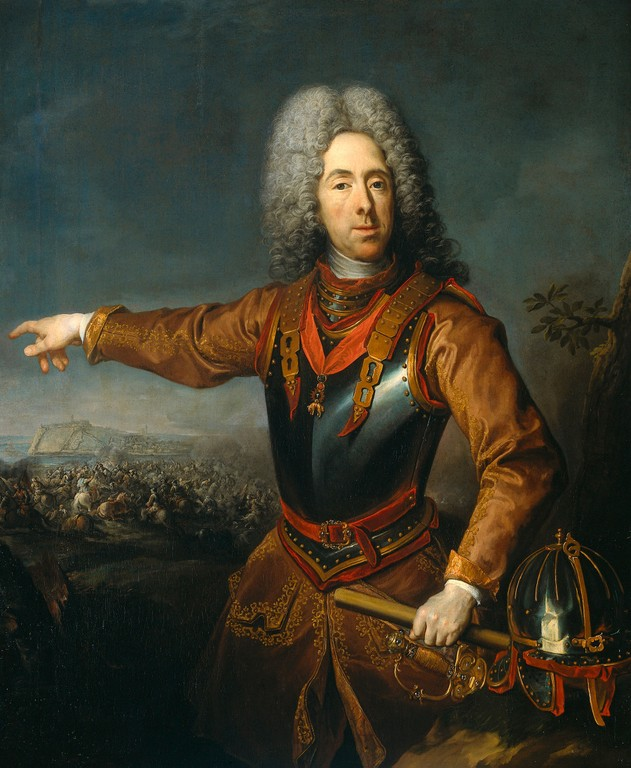
Jacob van Schuppen: Prinz Eugen von Savoyen, Öl auf Leinwand, 1718.

Im Juli 1716 marschierte eine starke osmanische Streitmacht, deren Stärke mit 200.000 Mann beziffert wird, in Richtung auf die Festung Peterwardein an der Donau. Eine osmanische Armee zog immer mit einem großen Tross ins Feld: Diener, Handwerker, Händler und sogar Haremsdamen wurden mitgeführt. Die kämpfende Truppe dieser Armee war wohl etwa 100.000 Mann stark. Prinz Eugen, seit 1703 Präsident des Hofkriegsrates, standen dagegen etwa 70.000 Soldaten zur Verfügung. Anfang August trafen beide Heere im Gebiet vor Peterwardein aufeinander: Die Armee Eugens stand zwischen den Sümpfen am Donauufer und der Festung, die Osmanen hatten auf den nahegelegenen Hügeln Schanzen errichtet und befanden sich daher in der besseren Position. Eugens Generalität riet dazu, sich defensiv zu verhalten: Entweder solle man sich auf die Verteidigung der Festung konzentrieren oder in den Schanzen am Donauufer abwarten. Dieser Vorschlag widersprach jedoch der offensiven Einstellung des Prinzen, und so befahl er den Angriff auf die osmanischen Stellungen für den 5. August.
Zu Beginn der Schlacht geriet das Zentrum der kaiserlichen Truppen in Bedrängnis; die Schlachtordnung drohte zusammenzubrechen. Durch ein persönlich geführtes Kavalleriemanöver gelang es Prinz Eugen jedoch, die osmanische Front von der linken Flanke her aufzurollen: Die leichten osmanischen Reiter wurden von den kaiserlichen Kürassieren buchstäblich niedergeritten. Nach fünfstündigem Kampf war die Schlacht zu Ende. Sie hatte ca. 30.000 Osmanen und 5.000 Kaiserlichen das Leben gekostet, darunter auch dem Großwesir, und brachte den Truppen Karls VI. reiche Beute ein: die gesamte osmanische Zeltstadt, fünf Rossschweife, 156 Fahnen, Artillerie, Munition, Pferde, Büffel, Kamele, 12.000 Sack Reis, 2.500 Fässer Mehl, 1.000 Wagen Hafer, 500 Wagen Kaffee, 500 Wagen Zwieback und weiteres. Zu Ehren des Sieges ließ der Papst alle Glocken Roms läuten und sandte dem Prinzen einen geweihten Hut samt Degen, während der Reichstag dem Kaiser zusätzliche Türkensteuern bewilligte.
Anschließend wollte Prinz Eugen seinen Sieg strategisch weiter ausnützen. Für eine Belagerung der zwischen Donau und Save gelegenen Festung Belgrad, 1690 zurückerobert von den Osmanen, reichte jedoch seine Flussflottille nicht aus. Also beschloss er den Angriff auf die Festung Temesvár, das Zentrum des Banats. Die im August begonnene Belagerung endete im Oktober mit der Kapitulation der Besatzung, freier Abzug wurde gewährt. Mit der Übergabe von Temesvár endeten 164 Jahre osmanischer Oberhoheit über das Banat, der letzten Region des alten Königreichs Ungarn, die noch von den Osmanen gehalten worden war.

#### Operationen im Mittelmeer 1716
Nach dem Fall des Peloponnes und der letzten venezianischen Außenposten auf Kreta konzentrierten sich die Operationen auf das Ionische Meer. Die Osmanen versammelten ab dem 5. Juli 1716 eine Streitmacht und eine Flotte unter Kapudan Pascha Janum Cogia bei Butrint. Am 8. Juli 1716 kam es vor Korfu zu einer ersten Seeschlacht zwischen 27 venezianischen Schiffen unter Admiral Andrea Corner und einer stärkeren osmanischen Flotte (→ Schlacht bei Korfu). Der Kampf endete unentschieden mit 360 Gefallenen auf venezianischer Seite. Dadurch wurde der Weg frei für die Anlandung von etwa 20.000 Mann Infanterie und 2000 Reitern bei Gouvia und Ypsos. Ab dem 25. Juli lief die planmäßige Belagerung von Korfu. Es gelang den Venezianern noch einmal am 14. August, ca. 1200 Mann in die Festung zu schleusen. Mit diesen vermochte sich der Kommandant Matthias Johann von der Schulenburg gegen alle osmanischen Angriffe zu behaupten. Unter schweren Verlusten zogen sich die osmanischen Truppen schließlich Ende August von der Insel zurück.
Nach 10 Tagen gingen die venezianischen Truppen unter dem Kommando Schulenburgs zum Gegenangriff über und nahmen Butrint ein.

### Kriegsverlauf 1717

#### Die Schlacht von Belgrad 1717

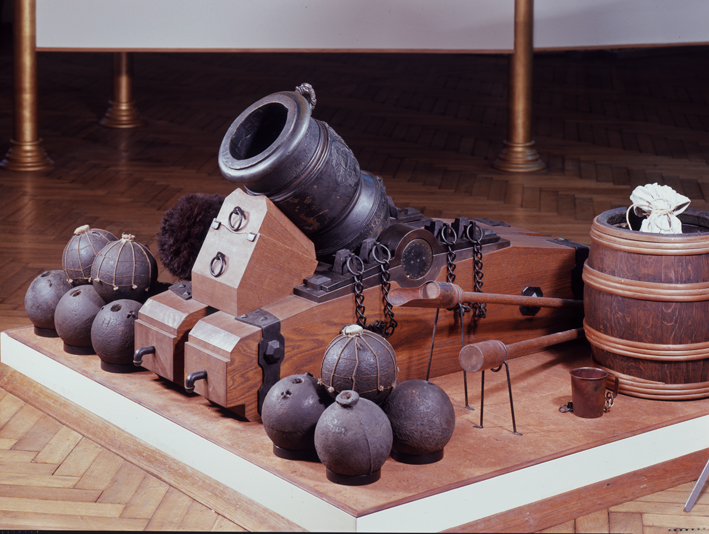
Der Mörser von Belgrad

Das nächste Ziel war Belgrad. Die Festung befand sich zwischen den Flussbiegungen von Save und Donau und war nur von südlicher Richtung aus direkt attackierbar. Durch diese strategisch günstige Lage hatte sie sowohl für die Habsburger wie für die Osmanen die Schlüsselstellung auf dem Balkan inne. Prinz Eugen, der bei der Belagerung der Stadt 1688 schwer verwundet worden war, forcierte mit Unterstützung des Kaisers den Aufbau einer schlagkräftigen Donauflottille: Sie hatte die Aufgabe, der kampferprobten osmanischen Donaustreitmacht Paroli zu bieten und die Versorgung des kaiserlichen Heeres zu sichern. Die Besatzungen für die eilig aufgestellte Flotte wurden kurzerhand aus den habsburgischen Niederlanden angeworben.
Am 13. Mai 1717 verließ Eugen Wien und traf am 21. Mai bei seiner Truppe in Futog an der Donau ein. Noch bevor alle Truppenkörper ganz versammelt waren, marschierte er am 9. Juni 1717 mit circa 70.000 Mann auf Belgrad. Er wollte möglichst rasch mit der Belagerung beginnen, um die Stadt noch vor Eintreffen eines osmanischen Heeres zu nehmen. Das erste Problem war der Anmarsch: Da die Festung nur von Süden her erreichbar war, musste entweder die Save oder die Donau überquert werden. Der direkte Weg führte über die schmalere Save, doch lag dieser in Reichweite der Festungsgeschütze. Auf Anraten eines seiner Generäle wählte man jedoch die Überquerung weiter östlich über die Donau. Da die Osmanen damit nicht gerechnet hatten, gelang das Übersetzen vom 15. auf den 16. Juni ohne nennenswerten Widerstand. Schnell begann man Artilleriestellungen und Laufgräben anzulegen, ebenso Schanzen im Rücken des Heeres, die später so genannten eugenischen Linien, da man Eugen berichtet hatte, dass ein 150.000 Mann starkes osmanisches Heer im Anmarsch sei. Am 28. Juli traf die Entsatzarmee ein, die ihrerseits Schanzen anlegte. Die Belagerer wurden selber belagert, und der ursprüngliche Plan Eugens, das Entsatzheer vor den eugenischen Linien verbluten zu lassen und dann die Stadt zu nehmen, scheiterte, da die osmanische Streitmacht keinen Angriff startete. Stattdessen wurden seine Truppen nun zwischen der Festung und der osmanischen Armee in die Zange genommen. Durch Ausfälle, Feuerüberfälle, Kanonaden von zwei Seiten und Malaria aus den nahen Donau- und Saveauen starben viele seiner Soldaten.
Die Lage war gefährlich, denn die Osmanen hatten Zeit genug, um die kaiserlichen Truppen langsam aufzureiben. Die Rettung kam am 14. August, als Belgrad plötzlich von einer gewaltigen Explosion erschüttert wurde: Ein Mörser hatte das Pulvermagazin der Festung getroffen, auf einen Schlag starben an die 3.000 osmanische Verteidiger. Am folgenden Tag befahl Eugen einen Überraschungsangriff auf die osmanische Entsatzarmee für die Nacht auf den 16. August. Die Infanterie sollte im Zentrum, die Kavallerie an den Flanken angreifen. Außer der Besatzung der Laufgräben vor der Festung sollte sich jeder an dem Angriff beteiligen.
Da ein Nachtangriff in der damaligen Zeit ein Novum war, glückte die Überraschung. Als es nach Stunden nächtlichen Kampfes langsam hell wurde, nutzten die Osmanen eine Lücke im Zentrum der Kaiserlichen für einen Gegenangriff. Eugen schickte seine Reserven in die Lücke und begab sich selbst an die Spitze der Kavallerie. Der osmanische Gegenangriff wurde abgewehrt und in der Folge die osmanischen Schanzen erstürmt, woraufhin die osmanische Schlachtordnung in Unordnung geriet und der Rückzug angetreten wurde. Um 10 Uhr morgens war die Schlacht gewonnen. Die Besatzung von Belgrad kapitulierte am 18. August 1717 und zog unter freiem Geleit aus der Stadt ab. Die Verluste der Osmanen betrugen etwa 20.000 Mann sowie abermals reiche Vorräte an Munition, Kanonen und Verpflegung. Dagegen betrugen die Verluste der Kaiserlichen lediglich 5400.
Ranghöchste österreichische Tote vor Belgrad waren die Feldmarschallleutnants Fürst Joseph Anton von Lobkowitz und Graf Johann Georg von der Hauben, sowie der Generalwachtmeister Freiherr Damian Casimir von Dalberg.
Das Volkslied von Prinz Eugen, dem edlen Ritter erzählt die Geschichte dieser Schlacht.

#### Operationen im Mittelmeer 1717/18
Südlich der Peloponnes kam es zu Beginn des Sommers zu einem ersten Aufeinandertreffen der venezianischen Flotte (26 Linienschiffe) und den osmanischen Seestreitkräften (37 Linienschiffe) in der Schlacht bei Imbros (12.–16. Juni 1717), die unentschieden endete. Am 19. Juli stießen die Flotten vor Kap Matapan noch einmal aufeinander (Erste Schlacht bei Kap Matapan), wobei 33 venezianische auf 44 osmanische Schiffe stießen. Nach neun Stunden endete auch diese Schlacht unentschieden. Auch die venezianischen Truppen im Ionischen Meer gingen zur Offensive über. Der venezianische Generalfeldmarschall Graf Schulenburg landete Truppen an der Küste von Epirus bei Prevesa und Vonitsa.
Im folgenden Jahr gingen die Kampfhandlungen auf diesem Kriegsschauplatz unvermindert weiter. Vom 20. bis 22. Juli 1718 trafen die Seestreitkräfte beider Seiten in einer weiteren Seeschlacht (Zweite Schlacht bei Kap Matapan) aufeinander, die wiederum ohne Entscheidung endete. Ähnlich gestalteten sich Aktionen der Landstreitkräfte. So unternahm Graf Schulenburg eine weitere Operation mit dem Ziel, die Festung Dulcigno (Ulcinj) einzunehmen. Noch während die Belagerung lief, traf die Nachricht vom Abschluss des Friedensvertrages ein. Die Kämpfe gingen jedoch weiter, so dass Schulenburg seine Truppen unter schweren Verlusten am 12. August 1718 wieder einschiffen ließ.

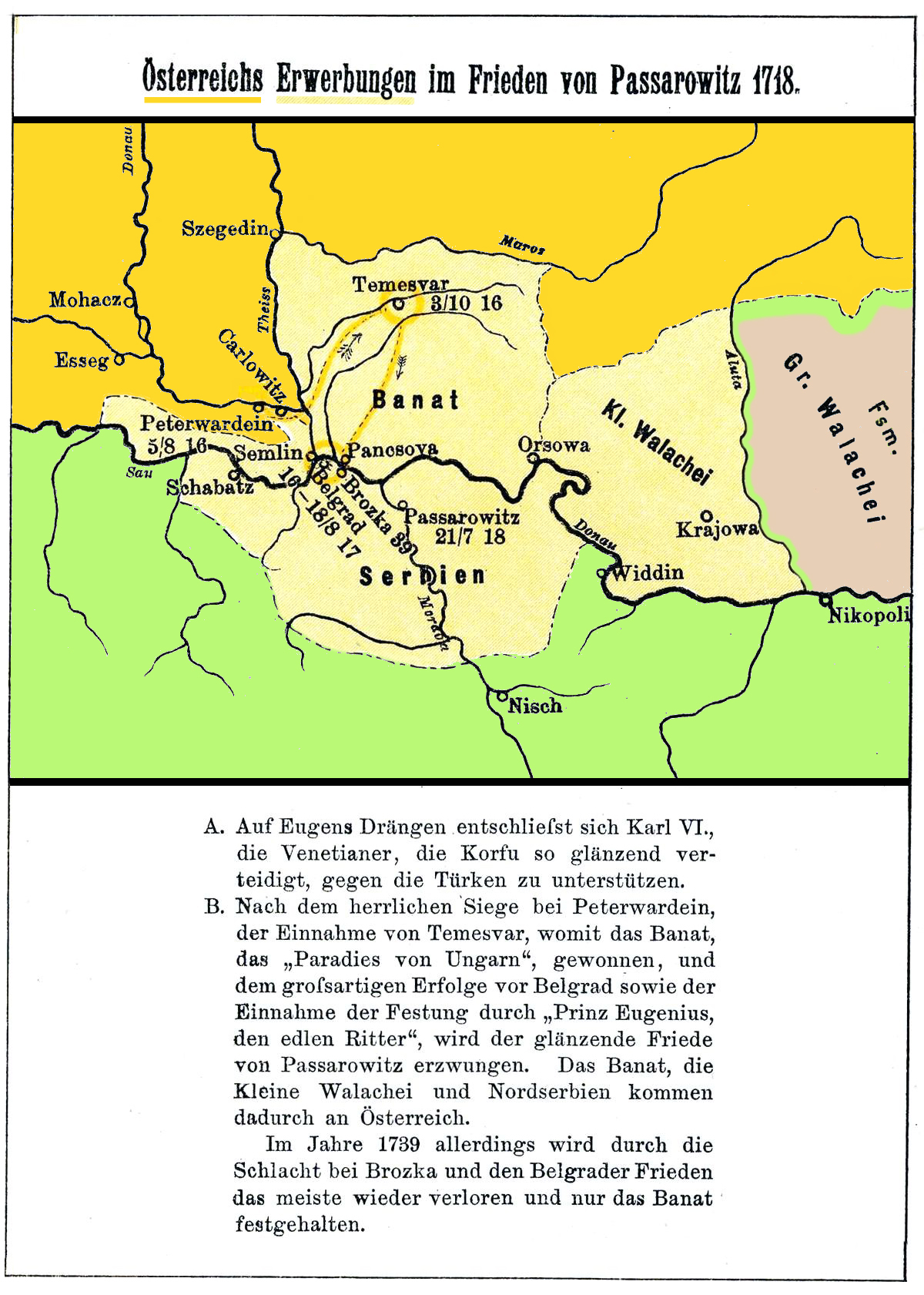
Der Vertrag von Passarowitz

## Der Friede von Passarowitz

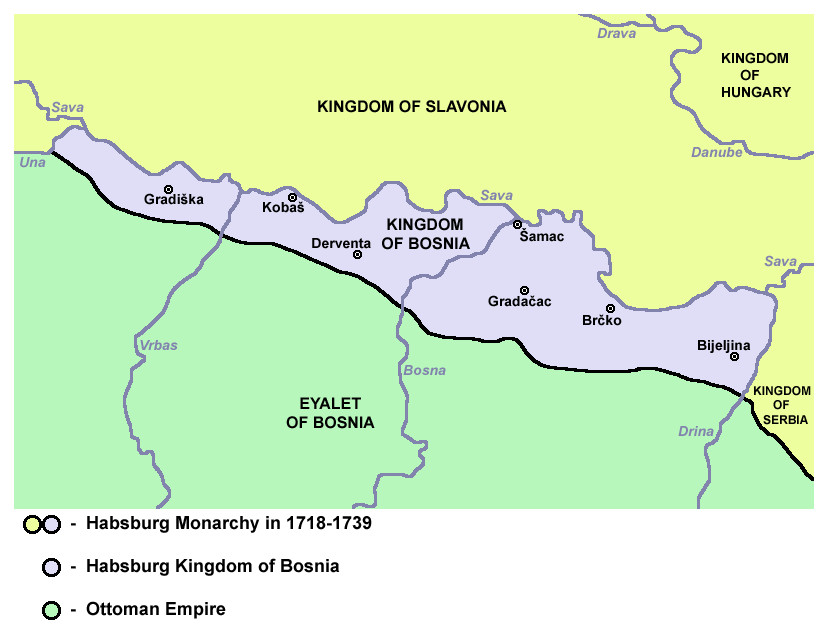
Teile Nordbosniens die vertragsgemäß zur Habsburgermonarchie gehörten

Nach den zahlreichen Niederlagen dieses Krieges war das Osmanische Reich zum Frieden bereit, ebenso der Kaiser, da ein neuer Konflikt mit Spanien um Sardinien drohte. Im Friedensvertrag von Passarowitz, der am 21. Juli 1718 durch britische und niederländische Vermittlung zustande kam, wurden die österreichischen Eroberungen bestätigt: Österreich erhielt das Banat, die westliche Walachei, das nördliche Serbien mit Belgrad und Teile Nordbosniens. Venedig verlor hingegen Morea endgültig an die Osmanen und schied aus dem Kreis der europäischen Großmächte aus.
Mit dem Frieden von Passarowitz war die Gefahr der osmanischen Expansion nach Europa endgültig gebannt. Österreich ließ sich die von Prinz Eugen erkämpften territorialen Eroberungen bestätigen und erreichte seine größte Ausdehnung in Südosteuropa. Im Russisch-Österreichischen Türkenkrieg (1736–1739) gingen die Gebiete südlich der Donau zwar wieder verloren, die Gebiete nördlich davon blieben aber bis 1918 habsburgisches Gebiet. Das Jahr 1718 wird häufig als das Jahr tituliert, in dem das Haus Österreich endgültig zur Großmacht aufstieg. Diese These ist unter Historikern umstritten, da die österreichischen Lande zwar militärisch und politisch gestärkt, die Staatsfinanzen aber weiterhin dem Bankrott nahe waren.